# Thomas Alfred Davies
Pour les articles homonymes, voir Davies.
Thomas Alfred Davies (3 décembre 1809 - 19 août 1899) est un homme d'affaires américain, ingénieur, et de soldat. Il sert comme général dans l'armée de l'Union pendant la guerre de Sécession. Après la guerre, Davies est un agent immobilier prospère ainsi qu'auteur.

## Avant la guerre
Davies naît en 1809 à proximité de Black Lake, situé dans le comté de St. Lawrence, à New York. Il passe son enfance et sa jeunesse à la ferme de son père et reçoit une éducation commune dans les écoles locales. Il entre à l'académie militaire de West Point le 1er juillet 1825, et est diplômé le 1er juillet 1829, classé vingt-cinquième. Les futurs confédérés de haut rang de la promotion 1829 sont Robert E. Lee, Joseph E. Johnston, et Theophilus H. Holmes. Davies obtient une commission dans le 1st U.S. Infantry sur la frontière du Wisconsin et en tant que quartier maître de l'académie militaire. En 1831, il démissionne de sa commission pour faire du génie civil dans la ville de New York. Il est marchand de New York de 1841 jusqu'à l'éclatement de la guerre de Sécession en 1861.

## Guerre de Sécession

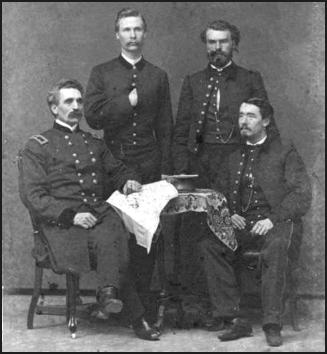
Thomas Davies (assis, de gauche) pendant la guerre de Sécession.

Lorsque la guerre de Sécession éclate en 1861, Davies choisit de suivre son état natal et la cause de l'Union. Il est élu colonel du 16th New York Infantry Regiment le 15 mai. Davies commande une brigade au cours de la première bataille de Bull Run ce mois de juillet. Puis, Il commande la dixième brigade dans les défenses de Washington, DC, jusqu'au 7 mars 1862. À cette date, Davies est promu au brigadier général dans l'armée de l'Union, et il est transféré dans l'armée du Tennessee sur le théâtre occidental.
En avril et mai 1862 Davies participe au siège de Corinth, en tant que commandant de division. Il prend part à la deuxième bataille de Corinth, les 3 et 4 octobre 1862, également au commandement d'une division. Davies est affecté au commandement des districts de Columbus, au Kentucky, en 1862-63, Rolla, Missouri, en 1863-64, et North Kansas en 1864-65. Alors qu'il commande à Columbus, Davies émet des ordres pour que le poste fortifié de l'Union à l'Île N° 10 soit désarmé avec toutes les munitions détruites, les canons pointés, et les attelages de canon brûlés, des directives qui semblent si absurdes pour le commandant du poste qu'ils doivent être répétés plusieurs fois avant qu'il obéisse. Un enquêteur militaire sur l'affaire rapporte à l'administration centrale que la conduite de Davies devrait entraîner sa radiation de l'armée, « la meilleure pour notre pays, sa cause et son trésor ». Davies, cependant, n'est pas radié et est breveté major général le 11 juillet 1865, avant d'être libéré de l'armée de l'Union le 25 août 1865.

## Après la guerre
Après la guerre, Davies retourne à New York. Il fait fortune dans l'immobilier et se consacre également à la conjecture philosophique et à la théologique. Il publie un certain nombre de livres soutenant l'inspiration divine de la Bible et réfutant la philosophie matérialiste. Ses livres sur la théologie sont Cosmogony ;ou, Mysteries of Creation, Adam and Ha-Adam, Genesis Disclosed, and Answer to Hugh Miller et Theoretical Geologists. Davies est un épiscopalien, et est l'un des membres les plus anciens et influents de Église épiscopale St. Bartholomew, New York. Il publie également How to Make Money, and How to Keep It, qui est ensuite révisé et réédité par Henry Ford.
Davies meurt à Ogdensburg, New York, à l'automne 1899, et est enterré dans le cimetière familial de proximité Oswegatchie.